# 表郷地域巡回バス
表郷地域巡回バス（おもてごうちいきじゅんかいバス）は、福島県白河市の旧表郷村地区を運行するコミュニティバスである。

## 現行路線

### 小松・古関方面
- 表郷クリニック → 磐城金山バス停 → ビーライフうおいち前 → 大内 → 硯石 → 白河の関駐車場 → 番沢山田 → 桜平 → 老人福祉センター → （ビーライフうおいち前 → 磐城金山バス停） → 表郷庁舎 → 表郷クリニック

月・水・金曜運転（但し休日は運休）

### 下羽原・社・犬神方面
- 表郷クリニック → 梁森バス停西側交差点 → 高木神社 → 旧道三森 → 深渡戸 → 桜岡 → 宮下 → ビーライフうおいち前 → 磐城金山バス停 → 表郷庁舎 → 表郷クリニック → 犬神 → 老人福祉センター → ビーライフうおいち前 → 磐城金山バス停 → 表郷庁舎 → 表郷クリニック

月・水・金曜運転（但し休日は運休）

## 運賃
- 大人 200円、子供 100円